# Hlava B
Hlava B je hanspaulská bluesrocková a rhytm and bluesová skupina, založená roku 1985 kytaristou a zpěvákem Jaromírem „Máriem“ Císařem a harmonikářem Jiřím „Kozlem“ Bartošem.

## Začátky (1986)
Historie Hlavy B se začala psát v létě roku 1986, kdy se kytarista a zpěvák Mário Císař a hráč na foukací harmoniky Jiří „Kozel“ Bartoš rozhodli založit vlastní kapelu. Původně se jednalo o zcela malé hudební těleso, jež mělo hrát z praktických důvodů bez bicích. Tehdejší složení souboru tvořili kromě obou zakládajících členů ještě saxofonista-klarinetista Vítek Malinovský a baskytarista Jan Špička. V této sestavě začala Hlava B nacvičovat první repertoár ve vokovickém bytě Jiřího Bartoše a také občas vystupovat v legendární hanspaulské hospodě Houtyš. Dvorním textařem Hlavy B, stejně jako řady dalších hanspaulských kapel, se stal Jaroslav „Tlučhoř“ Müller.

## Období první (1986–1988)
S postupem času si kapela získávala stále větší pozornost, a proto vedoucí Mário Císař přehodnotil původní komorní koncept a přizval ke spolupráci bubeníka Hynka Schneidera. Krátce na to se sestava rozrostla o osobnost zpěváka a kornetisty Gustava Sedelmayera a celou sestavu doplnil ještě druhý tenorsaxofonista Jaroslav Trachta. Jediná změna se tehdy odehrála na postu baskytaristy, kdy Jana Špičku vystřídal Martin Schneider, bratr bubeníka Hynka. V této sestavě zažila Hlava B svoji zlatou éru završenou oceněním „Tip Vokalízy '86“ a vydáním první EP desky HLAVA B u Pantonu, jejímiž kmotry se stali Jan Spálený a František Havlíček (oba členové skupiny ASPM). Vznik této desky obsahující čtyři největší hity „Vehikl blues“, „Jedno krásný ráno“, „Kytara“ a „Na cestě“ však od začátku provázelo neporozumění se zvukovým režisérem Václavem Zamazalem, uznávaným odborníkem přes vážnou hudbu, který při nahrávání prosazoval striktní akademický přístup, a povolal proto k nahrání partů dechové sekce hráče orchestru Karla Vlacha. Výsledkem byl sice čistý zvuku, ale původní bluesová a R&B atmosféra se z nahrávek vytratila. Přesto se však deska setkala s jednoznačně kladným přijetím a kapela se pokračovala v koncertní činnosti po celé republice.

## Období druhé (1989–2011)
Tak jako v každé kapele, i v Hlavě B se začala projevovat názorová nejednotnost, jež vyústila v personální změny. Martina Schneidera vystřídal Antonín „Blues“ Smrčka a Vítka Malinovského Jiří „Isan“ Novotný. Kapela v této sestavě, doplněné navíc trumpetistou Vojtěchem Klusáčkem, natočila roku 1989 u Pantonu druhou EP desku s písněmi „Blues ve skříni“, „Sedmikrásky“, „Odcházím pryč“ a „Křovák“, v němž hostoval na klarinet bývalý člen Vítek Malinovský. Tato deska odráží vývoj, který kapela za pravidelného koncertování prodělala a přináší čtveřici kompozičně propracovaných skladeb.

## Období třetí (od 2012)
Zhruba v polovině devadesátých let se i v Hlavě B podepisuje dopad společenských změn, potřeba profesionalizace, nedostatek času a řada dalších negativních faktorů a kapela se postupně rozpadla. Její členové se výjimečně scházeli při zvláštních příležitostech, aby si spolu po čase opět zahráli, například v novém hanspaulskému klubu U Rafa nebo při příležitosti každoročního festivalu Vlnobití na vltavském parníku Tajemství. Přátelé a příznivci Hlavy B však na členy souboru stále naléhali, aby kapelu obnovili.
Nakonec k tomu došlo 18. března 2012 při příležitosti 55. narozenin harmonikáře Jiřího Bartoše při společném vystoupení se spřízněnou skupinou Wooden Shoes, kdy Hlava B úspěšně provedla svůj comeback ve složení: Mário Císař, Gustav Sedelmayer, Jiří „Kozel“ Bartoš, Vítek Malinovský, Jirka „Isan“ Novotný, Vojta Klusáček a noví členové – baskytarista Pavel „Chozé“ Jurda (Bluesberry) a bubeník Jan Rotta (Parademarche a Sex Libris). Od té doby Hlava B pravidelně hraje na hanspaulských festivalech, na filmovém festivalu v Českém Krumlově a na festivalu „Vlnobití“ každoročně pořádaném na lodi „Tajemství“ bratří Formanů. Domovskou scénou Hlavy B je hanspaulský klub U Rafa.

## Diskografie
- Hlava B – Panton 1987 (EP)
- Blues ve skříni – Panton 1989 (EP)[3]
- Bigbít kompilace – Bonton 1990 (CD)
- Odcházím pryč – Choze Production 2019 (CD)[4]

## Současné složení skupiny
- Jaromír „Mário“ Císař – kytara, zpěv
- Gustav Sedelmayer – zpěv
- Jiří „Kozel“ Bartoš – foukací harmonika
- Vítek Malinovský – tenorsaxofon, klarinet
- Vojtěch Klusáček – trubka
- Jiří „Isan“ Novotný – tenorsaxofon
- Pavel „Chozé“ Jurda – baskytara
- Jan Rotta – bicí